# George Leonard Andrews

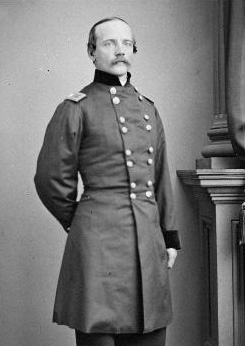
George Leonard Andrews (um 1865)

George Leonard Andrews (* 31. August 1828 in Bridgewater, Massachusetts; † 4. April 1899 in Brookline, Massachusetts) war ein US-amerikanischer Offizier, Ingenieur und Hochschullehrer, der unter anderem zwischen 1861 und 1865 am Sezessionskrieg teilnahm und zuletzt Brigadegeneral des Unionsheeres war.

## Leben

### Offiziersausbildung, Offizier und Bauingenieur
George Leonard Andrews, ältestes Kind von Manasseh Andrews Leonard und Harriet Leonard Andrews, begann nach dem Besuch der staatlichen Normalschule in Bridgewater eine Offiziersausbildung an der US-Militärakademie USMA (United States Military Academy) in West Point und schloss diese 1851 als Jahrgangsbester von 42 Kadetten ab. Zu seinen Jahrgangskameraden gehörten neben den späteren Unionsgeneralen James St. Clair Morton, Kenner Garrard und William Denison Whipple auch die späteren Generale der Konföderierten im Sezessionskrieg Benjamin Hardin Helm, Junius Daniel und Laurence Simmons Baker.
Im Anschluss wurde er als Leutnant (Second Lieutenant) in die Ingenieurtruppe USACE (US Army Corps of Engineers) übernommen und nahm unter dem Kommando von Oberstleutnant Sylvanus Thayer am Bau von Fort Warren in Boston Harbor teil, ehe er zwischen 1854 und 1855 als Assistenzprofessor an der US Military Academy lehrte. Nachdem er 1855 aus dem aktiven Militärdienst ausgeschieden war, arbeitete er bis 1861 als Bauingenieur.

### Sezessionskrieg

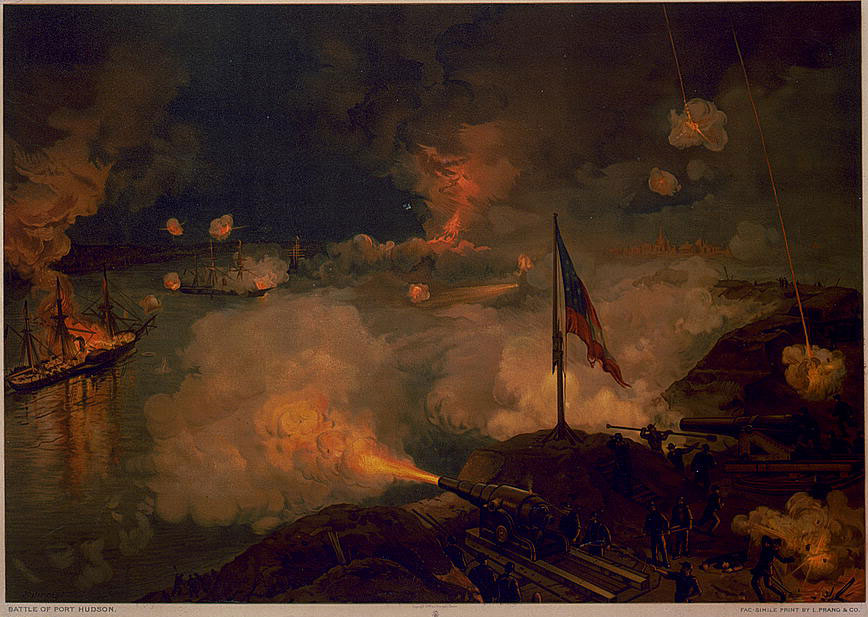
Während des Sezessionskrieges nahm Andrews unter anderem 1863 an der Schlacht von Port Hudson teil.

Bei Ausbruch des Sezessionskrieges am 12. April 1861 trat Andrews in das Unionsheer ein und wurde im Mai 1861 als Oberstleutnant (Lieutenant Colonel) zum Zweiten Infanterieregiment von Massachusetts (2nd Massachusetts Infantry Regiment) abgeordnet. In der Folgezeit nahm er an kleineren Gefechten bei Harpers Ferry am Shenandoah River sowie im Frühjahr 1862 an Shenandoah-Feldzug teil. Nach der Beförderung des kommandierenden Oberst George Henry Gordon zum Brigadegeneral wurde er im Mai 1862 als dessen Nachfolger Kommandeur des 2nd Massachusetts Infantry Regiment und führte das Regiment in der ersten Schlacht bei Winchester am 25. Mai 1862. Daraufhin wurde er am 13. Juni 1862 zum Oberst (Colonel) befördert und kommandierte sein Regiment noch in der Schlacht am Cedar Mountain am 9. August 1862 sowie während des Maryland-Feldzuges am 17. September 1862 in der Schlacht am Antietam. Nach Beendigung seiner Verwendung als Kommandeur des Zweiten Infanterieregiments von Massachusetts im Oktober 1862 wurde er am 10. November 1862 zum Brigadegeneral (Brigadier General) befördert und war kurzzeitig Kommandeur der 2. Brigade der 1. Division des XII. Korps der Potomac-Armee, deren Kommandeur zu dem Zeitpunkt Generalmajor Ambrose Burnside wurde.
In der Folgezeit wurde er Chef des Stabes der Truppen von Generalmajor Nathaniel Prentiss Banks während dessen Louisiana-Feldzuges, der Ende 1862 begann. Er befand sich anfangs von 1862 bis 1863 in New York City und machte sich in dieser Rolle mit der Gesamtstrategie der Nordstaaten vertraut, einem Versuch, die Armee der Konföderierten Staaten von Amerika (Confederate States Army) entlang eines von der Union kontrollierten Mississippi River in östliche und westliche Segmente zu trennen. Er spielte eine herausragende Rolle im Zweiten Vicksburg-Feldzug (29. März 1863 bis 4. Juli 1863). Als die Streitkräfte von General Ulysses S. Grant am 3. Juli 1863 den General der Südstaaten John C. Pemberton in der Schlacht um Vicksburg besiegten, belagerten die Streitkräfte der Union eine weitere Bastion der Konföderierten am Mississippi in Port Hudson, Louisiana, 220 Kilometer oberhalb von New Orleans. Dort standen seit Ende Mai 1863 etwa 20.000 Mann starke Truppen der Nordstaaten 6.300 Soldaten der Südstaaten gegenüber. Als am 7. Juli 1863 die Nachricht von Grants Erfolg die Truppen in Port Hudson erreichte, beschloss der Kommandeur der Konföderierten, Generalmajor Franklin Gardner, seine ausgehungerte Garnison aufzugeben. Es folgten Verhandlungen, und Andrews wurde ausgewählt, um den Sieg zu vollenden. Am 9. Juli 1863 ritt er an der Spitze von acht Regimentern mit wehenden Fahnen und einer Musikkapelle in Port Hudson ein. Die konföderierten Streitkräfte übergaben ihre gestapelten Waffen. Andrews ordnete an, dass die US-Flagge gehisst werden sollte, und auf Anweisung von General Banks akzeptierte er die Kapitulation der Südstaaten, woraufhin er General Gardner dessen Schwert zurückgab. Durch den Sieg bei Port Hudson war der Mississippi endgültig offen und die Truppen der Konföderation gespalten.
Anschließend wurde Andrews zum Kommandanten des Territorialbezirks von Baton Rouge ernannt und nahm später am 5. August 1864 an der Schlacht in der Mobile Bay teil. In der zweiten Hälfte des Krieges war er innerhalb der Unionsarmee mitverantwortlich für Rekrutierung, Ausbildung und den Einsatz von Afroamerikanern in den Truppen. Diese Bemühungen benachteiligten die Konföderation, die bereits damals nicht genügend Personal hatte, und ermöglichten es den Unionstruppen auch, große Gebiete des Südens zu kontrollieren. Die daraus resultierende Organisation war zunächst als Corps d’Afrique bekannt, wurde aber später innerhalb der normalen Schlachtordnung der US-Armee als US Colored Troops (USCT) institutionalisiert. Schwarze Einheiten wurden dann einfach als nummerierte Regimenter der USCT bezeichnet. Seine Rekrutierungsaktivitäten konzentrierten sich auf das untere Becken des Mississippi, woraufhin diese Truppen unter dem Kommando von Andrews zumeist mit Besatzungsaufgaben in denselben Gebieten beschäftigt waren, aus denen sie rekrutiert wurden. Er blieb einige Monate nach Kriegsende am 23. Juni 1865 im Militärdienst und verließ die Armee im August 1865 im Brevet-Rang eines Generalmajors (Brevet Major General).

### Nachkriegszeit
Nach Kriegsende war George Leonard Lewis in verschiedenen Berufen tätig und blieb zunächst blieb er im Süden, wo er Pflanzer in Mississippi war. 1867 kehrte er nach Massachusetts zurück und war nach seiner Ernennung bis 1871 US Marshal. 1871 kehrte er als Professor für Sprachen an die US-Militärakademie zurück. Nach einer Überarbeitung des Lehrplans der US Military Academy 1882 wurde er zum Leiter des neuen Instituts für moderne Sprachen gewählt und hatte diese Funktion bis zu seiner Pensionierung zehn Jahre später 1892 inne. Nach seinem Eintritt in den Ruhestand lebte er bis zu seinem Tode in Brookline, wo er am 4. April 1899 verstarb. Nach seinem Tode wurde er auf dem Mount Auburn Cemetery in Cambridge beigesetzt. Aus seiner Ehe mit Sarah Bridge Fiske Andrews (1834–1915) gingen drei Kinder hervor.

## Hintergrundliteratur
- George W. Cullum: Biographical Register of the Officers and Graduates of the U.S. Military Academy, 3. Auflage, Band 2, 1891–1950
- Richard B. Irwin: The Capture of Port Hudson, in: Battles and Leaders of the Civil War, Band 3, Herausgeber Robert U. Johnson und Clarence C. Buel, 1887